# Chavannes-le-Veyron
Chavannes-le-Veyron ist eine politische Gemeinde im Distrikt Morges des Kantons Waadt in der Schweiz.

## Geographie
Chavannes-le-Veyron liegt auf 610 m ü. M., 11 km nördlich der Bezirkshauptstadt Morges (Luftlinie). Das Dorf erstreckt sich auf dem Jurafussplateau, nördlich des Tals des Veyron, im Waadtländer Mittelland.
Die Fläche des 2,6 km² grossen Gemeindegebiets umfasst einen Abschnitt des leicht gewellten Waadtländer Mittellandes. Von Westen nach Osten wird das Gebiet vom leicht in das Plateau eingetieften Tal des Veyron durchzogen. Südlich des Flusses erstreckt sich der Gemeindeboden in den Wald Bois de la Foule, in dem mit 634 m ü. M. der höchste Punkt von Chavannes-le-Veyron erreicht wird. Nach Norden reicht das Gebiet über das Plateau von Chavannes bis zur Quelle der Gèbre, eines linken Seitenbachs des Veyron. Von der Gemeindefläche entfielen 1997 6 % auf Siedlungen, 27 % auf Wald und Gehölze und 67 % auf Landwirtschaft.
Zu Chavannes-le-Veyron gehören der Weiler La Côte (590 m ü. M.) südlich des Veyron und der auf der linken (nördlichen) Seite des Veyron gelegene Teil des Weilers Saint-Denis. Nachbargemeinden von Chavannes-le-Veyron sind La Chaux (Cossonay), Grancy, Hautemorges, L’Isle und Cuarnens.

## Bevölkerung
Mit 157 Einwohnern (Stand 31. Dezember 2023) gehört Chavannes-le-Veyron zu den kleinsten Gemeinden des Kantons Waadt. Von den Bewohnern sind 93,6 % französischsprachig, 4,0 % deutschsprachig und 1,6 % portugiesischsprachig (Stand 2000). Die Bevölkerungszahl von Chavannes-le-Veyron belief sich 1850 auf 136 Einwohner, 1900 auf 162 Einwohner. Nachdem die Bevölkerung bis 1970 auf 86 Personen abgenommen hatte, wurde seither wieder eine leichte Bevölkerungszunahme beobachtet.

## Wirtschaft
Chavannes-le-Veyron lebt noch heute von der Landwirtschaft, hauptsächlich von Ackerbau, Viehzucht und Milchwirtschaft. Ausserhalb des primären Sektors gibt es kaum Arbeitsplätze im Dorf. Bis in die 1960er Jahre war am Veyron eine Sägerei und eine Schmiede in Betrieb. In den letzten Jahrzehnten hat sich das Dorf auch zu einer Wohngemeinde entwickelt. Viele Erwerbstätige sind deshalb Wegpendler, die in Cossonay und im Grossraum Lausanne arbeiten.

## Verkehr
Die Gemeinde liegt zwar abseits grösserer Durchgangsstrassen, ist aber von Cossonay her leicht zu erreichen. Durch den Postautokurs, der von Cossonay nach L’Isle verkehrt, ist das Dorf an das Netz des öffentlichen Verkehrs angebunden.

## Geschichte
Bei Chavannes-le-Veyron wurde ein Grabhügel aus der Hallstattzeit entdeckt. Der Ortsname leitet sich vom vulgärlateinischen capanna (Hütte, kleiner Hof) ab. Die Abtei Lac de Joux (L’Abbaye) unterhielt in Chavannes-le-Veyron ein Priorat. Das Dorf bildete bis 1798 eine eigene kleine Herrschaft. Vom Mittelalter bis ins 17. Jahrhundert befand sich hier das Siechenhaus von Cossonay. Mit der Eroberung der Waadt durch Bern im Jahr 1536 kam das Dorf unter die Verwaltung der Vogtei Morges. Nach dem Zusammenbruch des Ancien Régime gehörte Chavannes-le-Veyron von 1798 bis 1803 während der Helvetik zum Kanton Léman, der anschliessend mit der Inkraftsetzung der Mediationsverfassung im Kanton Waadt aufging. 1798 wurde es dem Bezirk Cossonay zugeteilt.

## Sehenswürdigkeiten
Die Kirche von Chavannes-le-Veyron wurde 1844 an der Stelle eines im Verfall begriffenen Gotteshauses von 1636 neu errichtet.